# Pheropsophus aequinoctialis
Pheropsophus aequinoctialis is een keversoort uit de familie van de loopkevers (Carabidae). De wetenschappelijke naam is gepubliceerd in 1763 door Linnaeus.